# Liste des sites Natura 2000 d'Indre-et-Loire
Cet article recense les sites Natura 2000 d'Indre-et-Loire, en France.

## Statistiques
L'Indre-et-Loire compte en 2016 10 sites classés Natura 2000.
6 bénéficient d'un classement comme site d'intérêt communautaire (SIC), 4 comme zone de protection spéciale (ZPS).

## Liste
| Site                                                   | Type | Superficie (ha) | Fiche     | Coordonnées                      | Photo |
| ------------------------------------------------------ | ---- | --------------- | --------- | -------------------------------- | ----- |
| Complexe du Changeon et de la Roumer                   | SIC  | +04 564,        | FR2402007 | 47° 23′ 20″ nord, 0° 22′ 35″ est |       |
| Complexe forestier de Chinon, landes du Ruchard        | SIC  | +01 214,        | FR2400541 | 47° 11′ 31″ nord, 0° 26′ 12″ est |       |
| Grande Brenne                                          | SIC  | +58 052,        | FR2400534 | 46° 45′ 55″ nord, 1° 13′ 52″ est |       |
| Loire de Candes-Saint-Martin à Mosnes                  | SIC  | +04 894,        | FR2400548 | 47° 20′ 46″ nord, 0° 28′ 49″ est |       |
| Puys du Chinonais                                      | SIC  | +00127,18       | FR2400540 | 47° 11′ 19″ nord, 0° 12′ 56″ est |       |
| Vallée de l'Indre                                      | SIC  | +01 599,        | FR2400537 | 46° 51′ 39″ nord, 1° 26′ 40″ est |       |
| Basses vallées de la Vienne et de l'Indre              | ZPS  | +05 671,        | FR2410011 | 47° 15′ 00″ nord, 0° 17′ 00″ est |       |
| Champeigne                                             | ZPS  | +13 733,        | FR2410022 | 47° 13′ 30″ nord, 0° 58′ 00″ est |       |
| Lac de Rillé et forêts voisines d'Anjou et de Touraine | ZPS  | +43 957,        | FR2410016 | 47° 23′ 30″ nord, 0° 14′ 00″ est |       |
| Vallée de la Loire d'Indre-et-Loire                    | ZPS  | +04 893,        | FR2410012 | 47° 22′ 20″ nord, 0° 33′ 15″ est |       |